# Ley Junia Norbana
La Ley Junia Norbana  era una ley romana del año 19, siendo cónsules Marco Junio Silano Torcuato y Lucio Norbano Balbo, por la que clasificaba a todos los libertos en dos clases, de acuerdo con su modo de manumisión: ciudadanos con manumisión (libertos que disfrutaban de la ciudadanía romana) y latini iuniani (libertos que solo tenían derechos latinos).
A los libertos solo se les otorgarían derechos latinos si la manumisión del esclavo no cumpliera alguna de las condiciones establecidas por la lex Aelia Sentia del año 4 para serles conferidos la ciudadanía romana. Para que el liberto adquiriera la ciudadanía romana, el esclavo tenía que ser manumitido a la edad de treinta años o más, y el propietario tenía que tener la propiedad peculiar y la ceremonia debía ser pública. Para los esclavos menores de treinta años, la manumisión tenía que ser aprobada por un consejo especial. La manumisión de los esclavos que habían sido esclavizados por crímenes, solo podrían ascender a la posición de dediticii (cautivos de guerra). Por tanto, la lex Iunia Norbana convertía a los esclavos que no eran elegibles para ciudadanos romanos según la lex Aelia Sextia en latinos manumitidos. 
La categoría de latini solo tenía el ius commerci (el derecho a ser partes en negocios legales reservadas a los ciudadanos romanos) y, obviamente, el estatuto de libre. Sin embargo, no tenía el derecho a legar, debiendo traspasar todos sus bienes a su antiguo dueño al momento de su muerte. Los latinos junianos (latini iuniani), por tanto, se distinguían de los latini prisci (los antiguos habitantes de Lacio) que tenían tanto ius connubi como ius commerci. La ley mantenía los dediticii. Una cláusula de la ley 'les quitaba a estos latini iuniani, como se les llamaba, la capacidad de hacer testamento, tomar testamento o ser nombrados tutores de un testamento'. La extensión de la ciudadanía romana a todos los habitantes del Imperio en el 212 por Caracalla no afectó a los iunianos, como se puede entender por una disposición de Justiniano, siglos después.
Las instituciones que formaban parte del Corpus iuris civilis (en español, Cuerpo de derecho civil) encargado por Justiniano I en el siglo VI, registraron que en épocas anteriores había tres formas de libertos: los que llegaron a ser ciudadanos romanos, los que adquirieron una libertad menor como latinos según la lex Junia Norbana y aquellos que obtuvieron todavía una menor libertad como dediticii según la lex Aelia Sentia. Este último estado había decaído y los latini eran pocos para entonces. Las instituciones también notaron que dos edictos corrigieron esta situación. Uno abolió los dediticii y el otro 'convirtió a todos los libertos en ciudadanos romanos sin hacer ninguna distinción con referencia a su edad, el modo de manumisión o la autoridad de la parte manumitadora, como era anteriormente.'